# Taça dos Vencedores de Taças de Andebol Masculino da EHF
A Taça dos Vencedores das Taças da EHF, foi uma competição europeia masculina de clubes de andebol, disputada pelos vencedores da taças nacionais de cada país. Na época de 2012-13, esta competição fundiu-se com a Taça EHF.

## Histórico
| 1975–76   | BM Granollers            | 21–21, 26–24 | GW Dankersen                   | IF Oppsal Oslo               | BSV Bern Muri                   |
| 1976–77   | MAI Moskva               | 18–17        | SC Magdeburg                   | Atlético Madrid              | RK Partizan Bjelovar            |
| 1977–78   | VfL Gummersbach          | 15–13        | RK Železničar Niš              | ASPTT Metz                   | Anilana Lodz                    |
| 1978–79   | VfL Gummersbach          | 15–18, 15–11 | SC Magdeburg                   | Tatabánya KC                 | Minaur Baia Mare                |
| 1979–80   | Calpisa                  | 16–18, 20–15 | VfL Gummersbach                | IK Heim                      | RK Borac Banja Luka             |
| 1980–81   | TuS Nettelstedt          | 16–18, 17–14 | SC Empor Rostock               | Minaur Baia Mare             | Metaloplastika Šabac            |
| 1981–82   | SC Empor Rostock         | 22–18, 14–17 | Dukla Prague                   | VfL Gunzburg                 | Throttur Reykjavik              |
| 1982–83   | SKA Minsk                | 24–26, 34–22 | Dinamo Bucureşti               | Szegedi Volán                | RK Železničar Niš               |
| 1983–84   | FC Barcelona             | 24–21        | RK Sloga Doboj                 | Maccabi Rishon LeZion        | Szegedi Volán                   |
| 1984–85   | FC Barcelona             | 23–30, 27–20 | CSKA Moskva                    | Víkingur Reykjavík           | Lugi Handboll                   |
| 1985–86   | FC Barcelona             | 20–18, 19–21 | TV Grosswallstadt              | MKB Veszprém KC              | Minaur Baia Mare                |
| 1986–87   | CSKA Moskva              | 16–18, 22–17 | Amicitia Zürich                | MTSV Schwabing               | RK Slovan                       |
| 1987–88   | SKA Minsk                | 21–24, 27-15 | TV Grosswallstadt              | HCB Karviná                  | RK Medveščak                    |
| 1988–89   | TUSEM Essen              | 16–17, 19–16 | US Créteil Handball            | CD Bidasoa Irún              | Dinamo Bucureşti                |
| 1989–90   | GD TEKA Santander        | 22–24, 23–18 | HK Drott Halmstad              | VfL Gummersbach              | MKB Veszprém KC                 |
| 1990–91   | TSV Milbertshofen        | 15–20, 24–16 | CD Bidasoa Irún                | MKB Veszprém KC              | CB Cantabria                    |
| 1991–92   | SE Bramac Veszprém       | 24–14, 27–20 | TSV Milbertshofen              | TUSEM Essen                  | GOG Gudme                       |
| 1992–93   | OM Vitrolles             | 23–22, 23–21 | Fotex Veszprém SE              | TUSEM Essen                  | Filippos Verias                 |
| 1993–94   | FC Barcelona             | 20–23, 26–14 | OM Vitrolles                   | TSV Bayer Dormagen           | SC Pick Szeged                  |
| 1994–95   | FC Barcelona             | 31–24, 26–22 | GOG Gudme                      | SG Wallau-Massenheim         | Borba Luzern                    |
| 1995–96   | TBV Lemgo                | 24–19 25–26  | GD TEKA Santander              | Pelister Bitola              | Estrela Vermelha Belgrado       |
| 1996–97   | Elgorriaga Bidasoa Irun  | 24–19, 17–19 | Fotex Veszprém SE              | SC Magdeburg                 | US d'Ivry Handball              |
| 1997/98   | Caja Cantabria Santander | 30–15 26–24  | HSG Dutenhofen/Münchholzhausen | Viking                       | HC Lokomotiv-Polyot Cheljabinsk |
| 1998–99   | Prosesa Ademar León      | 19–20, 32–23 | Caja Cantabria Santander       | RK Vardar Vatrostalna Skopje | Partizan Beograd                |
| 1999–2000 | Portland San Antonio     | 28–19 20–26  | Dunaferr Sportegyesület        | Kolding IF                   | Prule 67 Ljubljana              |
| 2000–01   | SG Flensburg-Handewitt   | 32–25, 19–24 | CB Ademar León                 | BM Valladolid                | TV Grosswallstadt               |
| 2001–02   | BM Ciudad Real           | 31–22, 27–32 | SG Flensburg-Handewitt         | Dunaferr SE                  | Partizan Beograd                |
| 2002–03   | BM Ciudad Real           | 33–27, 24–24 | Redbergslids IK                | TBV Lemgo                    | Celje                           |
| 2003–04   | Portland San Antonio     | 31–30 30–26  | BM Valladolid                  | TUSEM Essen                  | Gorenje                         |
| 2004–05   | CB Ademar León           | 37–25, 31–25 | Zagreb                         | HRK Izviđač Ljubuški         | RK Vardar Vatrostalna Skopje    |
| 2005–06   | Chekhovskiye Medvedi     | 29–36, 32–24 | BM Valladolid                  | HSG Nordhorn                 | HCM Constanta                   |
| 2006–07   | HSV Hamburg              | 28–24, 33–37 | CB Ademar León                 | RK "Bosna" Sarajevo          | RK Zagreb                       |
| 2007–08   | MKB Veszprém KC          | 37–32, 28–28 | Rhein-Neckar Löwen             | Kadetten Schaffhausen        | BM Valladolid                   |
| 2008–09   | BM Valladolid            | 31–30, 24–23 | HSG Nordhorn                   | ZMC Amicitia Zürich          | Kadetten Schaffhausen           |
| 2009–10   | VfL Gummersbach          | 34–25, 33–37 | BM Granollers                  | SDC San Antonio              | Steaua MFA Bucureşti            |
| 2010–11   | VfL Gummersbach          | 30–28, 26–26 | Tremblay en France             | Amaya Sport San Antonio      | RK Vardar PRO                   |
| 2011–12   | SG Flensburg-Handewitt   | 34–33, 32–28 | VfL Gummersbach                | CAI BM Aragon                | Celje                           |

### Por país
| Rank  | País                           | Campeões | Vice    | Total Finais |
| ----- | ------------------------------ | -------- | ------- | ------------ |
| 1     | Espanha                        | 17       | 8       | 25           |
| 2     | Alemanha · Alemanha Oriental · | 11 1 12  | 10 3 13 | 21 4 25      |
| 3     | União Soviética · Rússia ·     | 2 1 3    | 1 0 1   | 3 1 4        |
| 4     | Hungria                        | 2        | 3       | 5            |
| 5     | Bielorrússia                   | 2        | 0       | 2            |
| 6     | França                         | 1        | 3       | 4            |
| 7     | Suécia                         | 0        | 2       | 2            |
| 8     | Bósnia e Herzegovina           | 0        | 1       | 1            |
| 8     | Croácia                        | 0        | 1       | 1            |
| 8     | Chéquia                        | 0        | 1       | 1            |
| 8     | Dinamarca                      | 0        | 1       | 1            |
| 8     | Roménia                        | 0        | 1       | 1            |
| 8     | Sérvia                         | 0        | 1       | 1            |
| 8     | Suíça                          | 0        | 1       | 1            |
| Total | Total                          | 37       | 37      | 74           |